# Maiasaura
Maiasaura peeblesorum
Genre
Espèce
Maiasaura est un genre éteint de « dinosaures à bec de canards » herbivores de la famille des Hadrosauridés (sous-ordre des Ornithopodes). Ses fossiles ont été retrouvés au Montana dans la formation de Two Medicine. Ils datent du Crétacé supérieur (Campanien), soit il y a environ entre 83,6 à 72,2 millions d'années,.
On n'en connaît que l'espèce Maiasaura peeblesorum, décrite par Jack Horner & Robert R. Makela en 1979.

## Étymologie
Le nom de genre Maiasaura fait référence à la déesse grecque Maïa, qui signifie littéralement « petite mère ». Pour accentuer cette référence maternelle le suffixe saurus est utilisé sous sa forme féminine saura, « lézard femelle ». Le nom d'espèce honore les propriétaires du terrain où les fossiles ont été découverts : John et James Peebles.
Ce nom fait allusion à la découverte de nids de Maiasaura avec des œufs, des embryons et de jeunes animaux sur une aire de nidification. Ceci démontre que  Maiasaura  nourrissait ses petits alors qu'ils se trouvaient au nid, ce qui est une première pour un dinosaure.

## Description

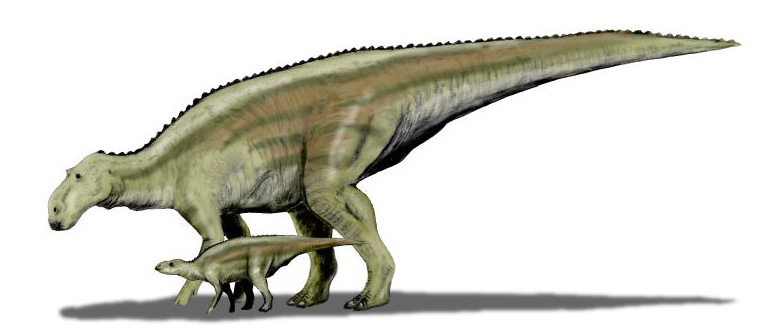
Vue d'artiste de Maiasaura par Nobu Tamura.

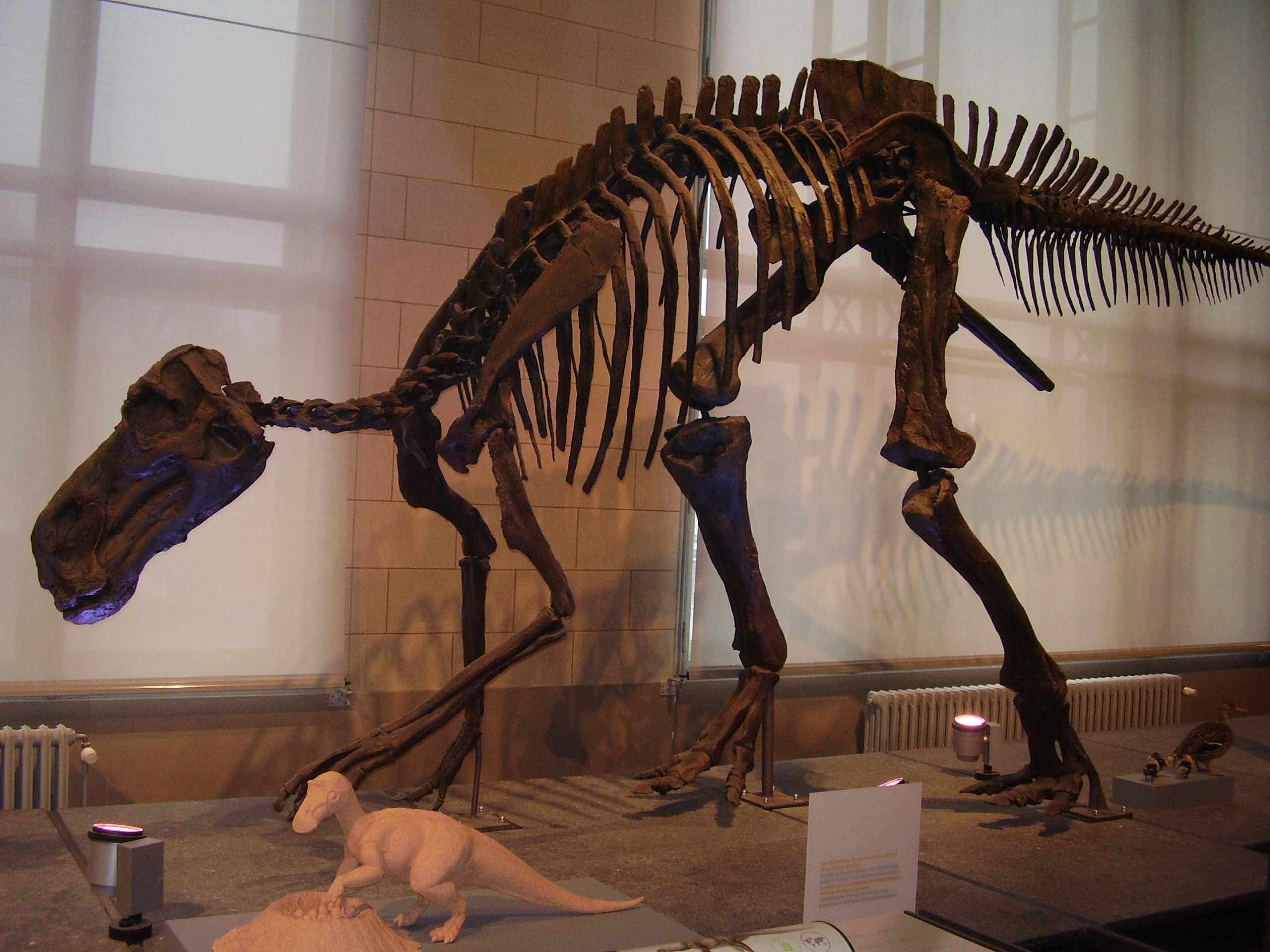
Squelette de Maiasaura au muséum des sciences naturelles de Belgique de Bruxelles.

Le crâne holotype de Maiasaura (référencé aujourd’hui à Yale sous le numéro YPM PU 22405) a été découvert en 1979 dans la partie supérieure de la formation de Two Medicine dans le Montana près de Choteau. Ensuite, plus de 200 spécimens de tout âge ont été extraits de cette formation géologique.
Maiasaura mesurait environ 9 mètres de long et sa masse devait varier entre 2 et 2,5 tonnes selon le sexe et l'âge de  l'animal.
Il possède un « bec de canard » plat, typique des hadrosauridés, et un museau épais. Il montre une petite crête hérissée juste au dessus des yeux qui pouvait être utilisée lors de compétitions de coups de tête entre mâles durant la saison de reproduction.

## Paléobiologie

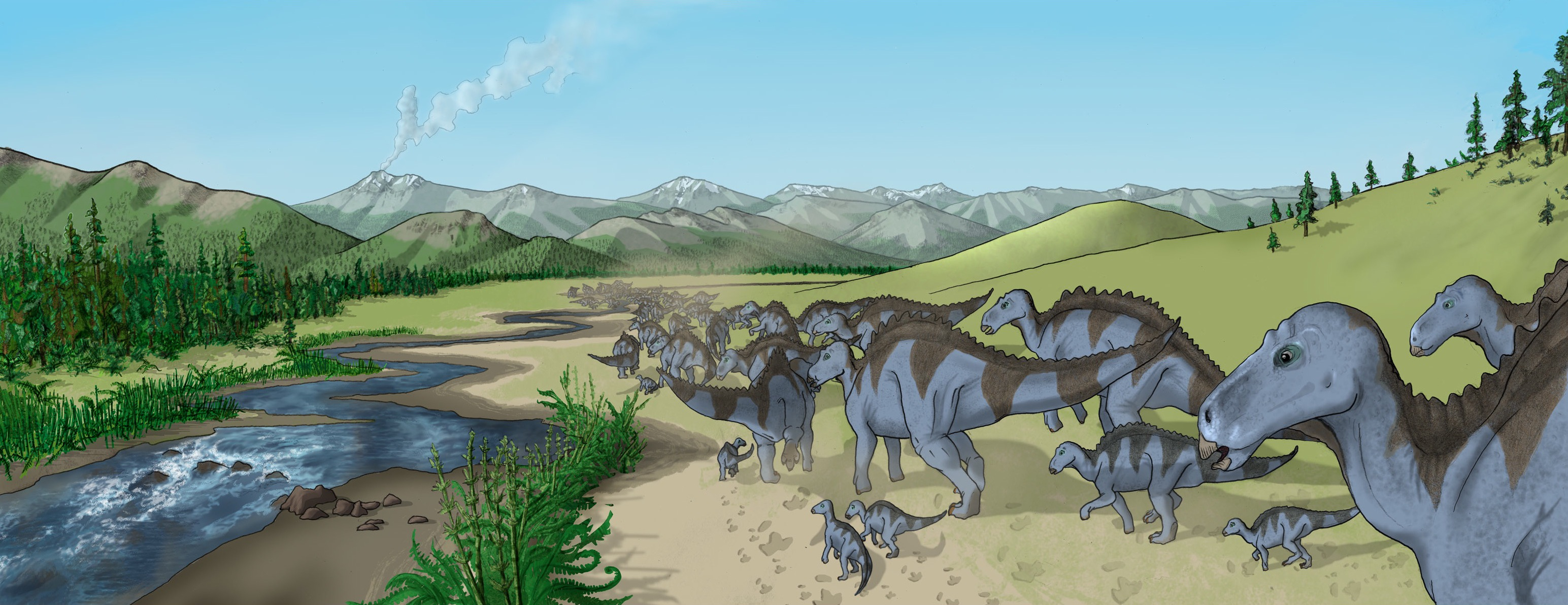
Illustration d'un troupeau de Maiasaura dans un environnement caractérisé par la présence d'une végétation de conifères, fougères et prêles.

Maiasaura  était un herbivore. Il pouvait marcher sur deux (bipédie) ou quatre (quadrupédie) pattes. Des études sur des os de pattes cicatrisés ont montré que les jeunes âgés de moins de quatre ans marchaient principalement sur deux pattes, passant à une marche principalement quadrupède quand ils grandissaient. 
Il semble n'avoir eu aucune défense contre les prédateurs, sauf peut-être sa lourde queue musculaire et leur immunité grégaire de troupeau. Les troupeaux étaient extrêmement grands et auraient pu compter jusqu'à 10 000 individus.
L'analyse des aires de nidification fossilisées montre que l'attention portée par Maiasaura à sa progéniture était importante, la première découverte de ce type pour des dinosaures. En effet, partout où des restes de Maiasaura ont été retrouvés, on a découvert des centaines de nids. Ces derniers contenaient, pour la plupart, plusieurs coquilles (pleines ou pas), mais aussi des brindilles et des bourgeons. Les paléontologues ont aussi découvert que les os et les ligaments des pattes des plus jeunes, pas encore tout à fait formés, les rendaient incapables de se déplacer pour se nourrir et qu'ils dépendaient ainsi totalement de leurs parents. En 2025, l'analyse micro-anatomique des empreintes de vaisseaux sanguins dans les os longs fossilisés confirme que les capacités énergétiques des jeunes Maiasaura étaient très limitées, et qu'ils avaient donc besoin de soins parentaux pour se nourrir et se protéger durant les premiers mois de leur vie,.

## Classification

### Phylogénie
Le cladogramme ci-dessous a été réalisé par Prieto-Marquez et ses collègues en 2016 ; il est ici simplifié, ne détaillant pas la sous-famille des Lambeosaurinae. Il précise leurs phylogénies précédentes de 2010 et 2013,. Leur analyse phylogénétique a pris en compte 61 espèces d'hadrosauridés caractérisées par 273 traits morphologiques (189 au niveau du crâne et 84 pour le squelette post-crânien). Elle montre la proximité de Maiasaura avec les genres Acristavus et Brachylophosaurus, l'ensemble formant un petit clade de saurolophinés basaux regroupés parfois sous le nom de tribu des Brachylophosaurini :
- - Telmatosaurus
  - 
    - 
      - Jintasaurus
      - Lophorhothon

    - 
      - Claosaurus
      - 
        - Tethyshadros
        - Hadrosauridae
          - Hadrosaurus
          - Saurolophidae
            - Lambeosaurinae
            - Saurolophinae
              - 
                - Acristavus
                - Maiasaura
                - Brachylophosaurus

              - 
                - 
                  - Naashoibitosaurus
                  - 
                    - Kritosaurus
                    - 
                      - Gryposaurus
                      - 
                        - Big Bend UTEP 37.7
                        - 
                          - Willinaqake
                          - Secernosaurus

                - 
                  - "Sabinosaur" PASAC-1
                  - 
                    - 
                      - Prosaurolophus
                      - 
                        - Augustynolophus
                        - Saurolophus

                    - 
                      - Kerberosaurus
                      - 
                        - Kundurosaurus
                        - 
                          - Shantungosaurus
                          - Edmontosaurus